# Konstantin Bakun
Konstantin Anatol'evič Bakun (in russo Константин Анатольевич Бакун?, in ucraino Костянтин Анатолiйович Бакун?, Konstjantyn Anatolijovič Bakun; Odessa, 15 marzo 1985) è un pallavolista ucraino naturalizzato russo.
Gioca nel ruolo di opposto nel Belogor'e.

## Carriera
La carriera di Konstantin Bakun inizia nel 2001, quando fa il suo esordio nel massimo campionato ucraino, vestendo la maglia dello Zarevo; gioca col club di Makiïvka per tre stagioni, al termine delle quali riceve le prime convocazioni nella nazionale ucraina, debuttandovi nel 2004. Gioca poi per tre stagioni con l'Azot, vincendo lo scudetto al termine del campionato 2005-06 e raggiungendo la finale nuovamente nel campionato successivo.
Dal 2007 al 2009 gioca per la Lokomotyv Kiev: vince subito lo scudetto nella stagione 2007-08, mentre nel corso della stagione seguente, a causa dei problemi economici della società, nel gennaio 2009 si trasferisce in Turchia al Beşiktaş per terminare la stagione.
Nel 2009 firma con la Dinamo Krasnodar, club impegnato nel campionato cadetto russo col quale ottiene la promozione nella massima serie, la Superliga, che tuttavia disputa a partire dalla stagione successiva col Fakel, club che difende per quattro annate. Nel campionato 2014-15 passa al Gazprom-Jugra, dove resta per un biennio, al termine del quale debutta nella nazionale russa nell'estate del 2016, partecipando inoltre ai Giochi della XXXI Olimpiade di Rio de Janeiro.
Dopo aver difeso i colori della Dinamo Mosca nella stagione 2016-17, passa al Belogor'e dalla stagione seguente, con cui vince la Coppa CEV 2017-18, venendo premiato come MVP.

## Palmarès

### Club
- Campionato ucraino: 2

2005-06, 2007-08
- Coppa CEV: 1

2017-18

### Premi individuali
- 2018 - Coppa CEV: MVP